# Wilhelm Schüle (Ingenieur)
Wilhelm Schüle (* 15. Januar 1871 in Basel; † 30. Januar 1931 in Münsingen) von Zürich, war ein schweizerischer Ingenieur bei der Eidgenössischen Landestopographie.

## Leben
Wilhelm Schüle wurde am 15. Januar 1871 als Sohn von Wilhelm Schüle und Else Schüle geboren. Er besuchte in Basel die obere Realschule, die er 1889 mit der Maturität abschloss. Er begann 1891 sein Studium am Eidgenössischen Polytechnikum in Zürich, das er 1895 beendete. Vor dem Eintritt in die Eidgenössische Landestopographie beschäftigte sich Schüle bei der Gotthardbahn beim Bau des zweiten Geleises von Erstfeld nach Biasca und beim Eidgenössischen Geniebureau bei der Aufnahme für Befestigungen.
Schüle trat am 20. April 1895 als Ingenieur des Präzisionsnivellements in die Eidgenössische Landestopographie ein. 1902 wurde er deren Technischer Sekretär, 1905 Ingenieur 1. Klasse und 1910 Chef der Sektion Kartographie.
Vom Schweizerischen Bundesrat wurde er beauftragt, die weitschichtige geographische Materie zum brasilianisch-französischen Grenzstreit zu bearbeiten.
Der angehende Künstler Paul Boesch, erhielt 1915 von Oberkorpskommandant Theophil Sprecher von Bernegg, den Auftrag für ein Werk zur Schweizer Kriegsgeschichte Karten und Illustrationen anzufertigen. Diese Kartenbeilagen entstanden jeweils unter Leitung von Schüle und wurden von Paul Boesch bearbeitet.
Schüle setzte sich für eine allgemein gebrauchsfähige Nomenklatur der Landeskarte ein.
Schüle, der als Pionier beim Landsturm eingeteilt war, wurde im Eidgenössischen Staatskalender von 1903 als Major bezeichnet. Hingegen findet sich keine entsprechende Angabe in den Offiziers-Etats und in demjenigen von 1925 wird er ohne einen Dienstgrad erwähnt.
Nach der 1927 erfolgten Nichtwiederwahl von Schüle als Chef der Sektion für Kartographie leitete Karl Schneider auch diese Sektion, unter teilweiser Entlastung durch den Chef der Sektion für Geodäsie Hans Zölly.
Schüle wurde am 31. März 1927 pensioniert. Nach seinem Austritt aus der Eidgenössischen Landestopographie beschäftigte er sich mit der Herstellung von Karten für private Unternehmungen, mit der Abfassung von Gutachten und mit Kunst. Eine Anzahl seiner besten Gemälde und Zeichnungen seien als farbige Kunstdruckblätter im Verlag Herbert Lang, Bern, herausgegeben worden, worüber allerdings keine gesicherten Informationen vorliegen.
1928 hielt Schüle einen Vortrag zur Massstabsfrage, in denen er Punkte hervorhob, in welchen seine Ansichten von denjenigen von Imhof mehr oder weniger erheblich abwichen.
Die Geographische Gesellschaft Bern und der Verband Geographischer Gesellschaften der Schweiz haben ihm viel zu verdanken. Seit 1897 gehörte er der Schweizerischen Naturforschenden Gesellschaft an und zählte zu den Gründern der Sektion für Geographie und Kartographie. Er war Mitglied der Schweizerischen Physikalischen Gesellschaft.  Schüle war einer der ersten, die eine engere Beziehung zwischen Landestopographie und S.A.C. wünschten und förderten.
In vorgerücktem Alter heiratete er 1927 Margrit Möhr, mit der er drei glückliche Jahre verbrachte. Wilhelm Schüle starb am 30. Januar 1931 in Münsingen an einem Herzschlag in seinem 60. Altersjahr. Er hinterliess eine Witwe und eine kleine Tochter. Das Leichengebet fand am 2. März um 3 Uhr beim Trauerhaus, Postgebäude und die stille Beerdigung um 3 ¼ Uhr in Münsingen statt. An der kirchlichen Leichenfeier schilderte Pfarrer Wälchli die geistige Eigenart des Verewigten, dankte Professor Fritz Nussbaum im Namen der Geographischen Gesellschaft von Bern dem verdienstvollen Vizepräsidenten und beleuchtete dessen wissenschaftliche Leistungen. Pfarrer Bürgi, Kirchlindach, zeichnete das Bild des grossen Patrioten Schüle. Als gewesener Sekretär des Volksbundes für die Unabhängigkeit der Schweiz habe der Verstorbene Entscheidendes in der Zonen- wie auch in der Ordensfrage geleistet. Eine kleine Schar von Freunden und Nachbarn gaben ihm das letzte Geleit.

## Veröffentlichungen
Der Nachruf von Fritz Nussbaum enthält ein Verzeichnis der wissenschaftlichen Veröffentlichungen von Wilhelm Schüle. In der Liste der Publikationen der Mitarbeitenden des Bundesamts für Landestopografie sowie im Rechercheportal Alexandria gibt es weitere Zusammenstellungen.
- Die Landschaft Davos im Lichte bündnerischer Ortsnamen. In: Bündnerisches Monatsblatt. 1930, 4. S. 97–125.[57]
- Niederschlagskarte (Periode 1901–25) nach J. Maurer und J. Lugeon 1928 1:300'000. In: Johann Jakob Früh: Geographie der Schweiz. Bd. 1, 1930, Tafel V.[34]
- Eine neue Geographie der Schweiz. In: Schweizerische Monatshefte für Politik und Kultur. 9, 1930, 10. S. 483–485. [Buchbesprechung].[58]
- Zur Massstabfrage des neuen schweizerischen Kartenwerkes. In: Jahresbericht der Geographischen Gesellschaft von Bern. 28, (1927–1928). 1929. S. 31–46.[39][59]
- Zur Kurvendarstellung auf topographischen Karten. In: Jahresbericht der Geographischen Gesellschaft von Bern. 28, (1927–1928). 1929. S. 47–53.[60]
- Über hypsometrische Karten. In: Jahresbericht der Geographischen Gesellschaft von Bern. 28 (1927–1928). 1929. S. 54–68. [Kartenbeilage: Hypsometrische Karte der Schweiz 1:1'000'000].[61][62]
- Ueber Niederschlag und Abfluss im Hochgebirge. In: Der Schweizer Geograph. 5, 1928, 1. S. 1–8. [Buchbesprechung].[63]
- Die savoyische Neutralitätszone in ihrer Bedeutung für die Schweiz und für Frankreich. In: Schweizerische Monatshefte für Politik und Kultur. 7, (1927–1928), 3. S. 129–136.[64]
- Über Namengebung auf geographischen Karten. In: Jahresbericht der Geographischen Gesellschaft von Bern. 25 (1919–1922), 1923. S. 89–115. [mit zwei Kartenbeilagen].[65]
- Die Schreibweise der Orts- und Flurnamen in den Grundbuchplänen und topographischen Karten. In: Schweizerische Geometer-Zeitung.16, 1918, 10. S. 211–215[66] und 16, 1918, 11. S. 237–238.[67] [68]
- Bemerkungen über das vom eidg. statistischen Bureau herausgegebene Schweizerische Ortschaften-Verzeichnis und Vorschläge zu dessen Neubearbeitung. In: Jahresbericht der Geographischen Gesellschaft von Bern. 23 (1911–1912). 1913. S. 120–162.[69]

### Vorträge
- Der franko-brasilianische Grenzstreit, 1903. (Mit Prof. Röthlisberger.)[70][71]
- Zur Formenanalyse geographischer Räume und das Genfer Zonenabkommen, 1923.[70]

## Archive
- Bern, Schweizerisches Bundesarchiv: Schüle Wilhelm, Ingenieur (Dossier),[86] Portraits,[87][88] Dossier zur Hypsometrische Karte der Schweiz 1:1'000'000,[89] Studie über die geografische Nomenklatur in der Schweiz.[27]
- Zürich, Hochschularchiv der ETH: Schüle, Wilhelm, geb. 15.01.1871. Matrikel zum Studium am Eidgenössischen Polytechnikum.[90]